# Martin Emerson
Martin Emerson Jr. (Pensacola, 27 settembre 2000) è un giocatore di football americano statunitense che milita nel ruolo di cornerback per i Cleveland Browns della National Football League (NFL).

## Carriera

### Cleveland Browns
Al college Emerson giocò a football a Mississippi State dal 2019 al 2021. Fu scelto nel corso del terzo giro (68º assoluto) nel Draft NFL 2022 dai Cleveland Browns. Debuttò come professionista subentrando nella gara del primo turno contro i Carolina Panthers mettendo a segno 5 tackle. La sua stagione da rookie si chiuse con 63 placcaggi, un sack e 15 passaggi deviati disputando tutte le 17 partite, di cui 6 come titolare.